# 瑞士邮政编码系统
瑞士邮政编码系统（numéro postal d'acheminement，NPA）是瑞士邮政於1964年引入的。
瑞士的邮政编码由四位数字组成。和德国系统类似，每个市镇可能有一个或者数个邮编，而同一个邮编也可能有几个市镇共用，例如1227这一邮编的地区就包括日内瓦的一部分和相邻的卡鲁日镇。
瑞士的邻国列支敦士登也使用该邮编系统。而德国和意大利在瑞士的外飞地，比辛根（Büsingen）和坎皮奥内（Campione）则分别同时使用本国和瑞士的两套邮编。